# Katwe
Katwe est un quartier de la ville de Kampala, capitale de l'Ouganda.

## Emplacement
Katwe est située dans la division de Makindye et est bordée au nord par Nakasero, à l'est par Nsambya, au sud-est par Kibuye et Makindye, au sud par Ndeeba et à l'ouest par Mengo. La distance routière entre le quartier central des affaires de Kampala et Katwe est d'environ 3 km. 

## Histoire
En 1962, au moment de l'indépendance de l'Ouganda de la Grande-Bretagne, Katwe est un centre d'activité africain majeur où artisans et techniciens réparent des appareils électroniques importés, des automobiles, des téléviseurs, des réfrigérateurs et toutes sortes d'appareils. Pendant les cinquante années suivantes, l'ingéniosité s'accroit, l'industrie se développe et recrute. La gamme d'articles fabriqués localement s'élargit. En 2007, on estimait que Katwe employait plus de 3 000 artisans et fabricants de produits métalliques dans plus de 800 petites entreprises.  

## Activité
Les artisans de Katwe collaborent aujourd'hui avec la faculté de technologie de l'Université de Makerere afin d'accélérer le développement de leurs industries. Des entrepreneurs et hommes d’affaires indépendants, considérés comme « preneurs de risques » par le secteur bancaire conservateur ougandais, sont traditionnellement implantés à Katwe. Parmi ceux-ci figurent des vendeurs de plats cuisinés, des grossistes en produits alimentaires locaux, des herboristes et des propriétaires de petites entreprises de transport. Namutebi, herboriste et propriétaire d’une entreprise de transport, fait partie de ces entrepreneurs. Malgré son manque d'éducation formelle et son jeune âge (33 ans en 2007), la valeur nette estimée de son entreprise se situait dans la fourchette des sept chiffres (en dollars américains). Katwe compte également  une activité importante de vendeurs de matériel électronique d'occasion, de vente de rebuts et de revente de marchandises. 
Katwe reste l’une des zones les plus touchées par la criminalité à Kampala,. Le taux de criminalité élevé est imputé au chômage élevé et à la consommation de drogues. 
Les quartiers résidentiels de Katwe sont un bidonville depuis le début du développement des zones d'habitations le long des voies ferrées menant de Kampala à Kasese dans la première moitié du XXe siècle. Cependant, à partir de 2007, des bureaux apparaissent dans les rues principales. Quality Chemical Industries Limited, un fabricant de produits pharmaceutiques ougandais, a son siège à Katwe. Equity Bank a son siège social dans la région et a acquis Uganda Microfinance Limited, qui y avait établi son siège en août 2007 . Par la suite, d’autres entreprises réputées, notamment Orient Bank, Tropical Bank, Stanbic Bank, Bank of Africa et Airtel Telecom, s’installent dans la région, amorçant la transition du bidonville.